# منزل توماس توماسميان
منزل توماس توماسميان (بالفارسية: خانه توماس توماسیان) هو منزل تاريخي يعود إلى عصر دولة بهلوية، ويقع في طهران.